# Guennadi Ziugánov
Guennadi Andréyevich Ziugánov (en ruso: Геннадий Андреевич Зюганов; Mýmrino, óblast de Oriol, Unión Soviética, 26 de junio de 1944) es un político ruso que se desempeñá como líder del Partido Comunista de la Federación Rusa (PCFR) desde 1993. Formó parte del Partido Comunista de la Unión Soviética, y se opuso frontalmente a la perestroika y a las reformas de Mijaíl Gorbachov.
Escribió documentos influyentes a comienzos de la década de 1990 atacando a Borís Yeltsin, y llamando a una vuelta al socialismo anterior a Gorbachov. En ese momento fue uno de los fundadores del Partido Comunista de la Federación Rusa, convirtiéndose en uno de los secretarios del Comité Central, y en secretario general en 1993. Así, los comunistas rusos sobrevivieron a la disolución de la URSS.
Ante la situación creada en Rusia tras la perestroika, Ziugánov ganó popularidad. En 1996, fue un firme candidato a la presidencia frente a Borís Yeltsin. Coincidiendo en algunos elementos con los nacionalistas rusos, atacó la infiltración de ideas occidentales en la sociedad rusa, y mostró su deseo de que Rusia volviera a convertirse en una gran nación. Ello lo ha llevado a mostrar su deseo de que comunistas, nacionalistas y cristianos ortodoxos trabajen juntos por la reconstrucción del país. En las elecciones del 16 de junio de ese mismo año consiguió el 32 % de votos, frente al 35 % de Borís Yeltsin, en unas elecciones fuertemente cuestionadas internacionalmente. Tras las elecciones parlamentarias de 1999, la presencia comunista en la Duma se redujo.
No se presentó a las elecciones en 2004, lo que permitió una fácil victoria de Vladímir Putin. En cualquier caso, sí se presentó a las elecciones presidenciales de 2008, en las cuales obtuvo casi el 18 % de los votos y no pudo impedir el triunfo con más del 71 % de votos del candidato oficialista Dmitri Medvédev. En los siguientes procesos electorales, Ziugánov y el PCFR siempre participaron quedando en segundo lugar, solamente superados por la formación Rusia Unida, creada en torno a la figura de Putin.

## Primeros años (1944-1967)
Es hijo y nieto de profesores, siguió sus pasos, ya que después de graduarse en una escuela secundaria, su primer trabajo fue en la misma durante un año como profesor de física en 1961.
En 1962, ingresó en el Departamento de Física y Matemáticas del Instituto Pedagógico de Oriol. Entre 1963 y 1966, sirvió en una unidad de inteligencia de radiación, químicos y biológicos del Grupo de Fuerzas Soviéticas en Alemania. Se unió al PCUS en 1966. Ese mismo año regresó a la universidad. Era tres años mayor que la mayoría de los miembros de la clase de segundo año, además de miembro del Partido (posición de gran prestigio social entonces) y un popular atleta de la universidad. A su regreso, se casó con su esposa Nadezhda, graduándose en 1969.

## Labor en el Partido (1967-1991)
Fue profesor de matemáticas, pero a partir de 1967 se volcó en su actividad política en el PCUS, trabajando en el óblast de Oriol, convirtiéndose en el secretario general del Komsomol local y el jefe regional de agitación y propaganda, convirtiéndose así en un político popular en la región. Entre muchas otras funciones, organizó fiestas y bailes como líder local del Komsomol mientras iba ascendiendo de cargo. Llegó a ser segundo secretario del PCUS en su óblast.
En 1978, se matriculó en la Academia de Ciencias Sociales de la URSS, una escuela de élite en Moscú, completando su dóktor naúk (doctor en ciencias), un grado de postdoctorado en 1980. Luego regresó a su región natal para convertirse en el jefe regional del PCUS hasta 1983. Ese mismo año fue nombrado instructor en el Departamento de Propaganda del PCUS, por lo que se trasladó a Moscú de nuevo.
Emergió como un destacado crítico de la perestroika y glásnost en la División de Agitación y Propaganda del PCUS (más tarde llamada «División Ideológica»), un foco de oposición a la reforma. El PCUS comenzó a desmoronarse a finales de la década de 1980 y Ziugánov se situaba en la «línea dura» contra las reformas que finalmente culminarían con la disolución de la Unión Soviética. En mayo de 1991, publicó un artículo ferozmente crítico sobre Aleksandr Yákovlev.

## Líder del Partido Comunista de la Federación Rusa (1993-presente)
En la década de 1990, Ziugánov escribió varios trabajos influyentes atacando a Borís Yeltsin y pidiendo un retorno al socialismo. En julio de 1991 firmó la declaración «Una palabra al pueblo» y, a medida que el PCUS se hundía en el caos, Ziugánov ayudó a formar el nuevo Partido Comunista de la Federación Rusa (PCFR), convirtiéndose en uno de los siete secretarios del Comité Central, para ser nombrado Primer Secretario en 1993. Los observadores externos quedaron sorprendidos por la supervivencia del PCUS en la era postsoviética.
Se perfiló rápidamente como el principal líder de la oposición de la nueva Rusia y destacó el descenso general en los niveles de vida correspondiente al desmantelamiento de la URSS. El poder económico quedó concentrado en las manos de una incipiente oligarquía, los delitos violentos aumentaron y los grupos étnicos de toda Rusia se embarcaron en campañas, a veces violentas, para ganar autonomía, como sucedía en Chechenia. Así, muchos rusos anhelaban volver a los días del socialismo, cuando el fuerte Gobierno central les garantizaba la seguridad personal y económica. Los rezagados en la nueva Rusia capitalista emergieron como inquebrantables partidarios de Ziugánov: obreros, oficinistas, burócratas, algunos profesionales y, sobre todo, las personas de mayor edad. Como Ziugánov logró conjugar las ideas comunistas con el patriotismo, el PCFR se unió con otras numerosos fuerzas nacionalistas de izquierda y de derecha, formando una «alianza patriótica nacional» común.
En las elecciones parlamentarias de 1993 y 1995, el recién revitalizado PCFR hizo una fuerte campaña, y Ziugánov emergió como un serio rival para el presidente Boris Yeltsin.

### Campaña presidencial de 1996

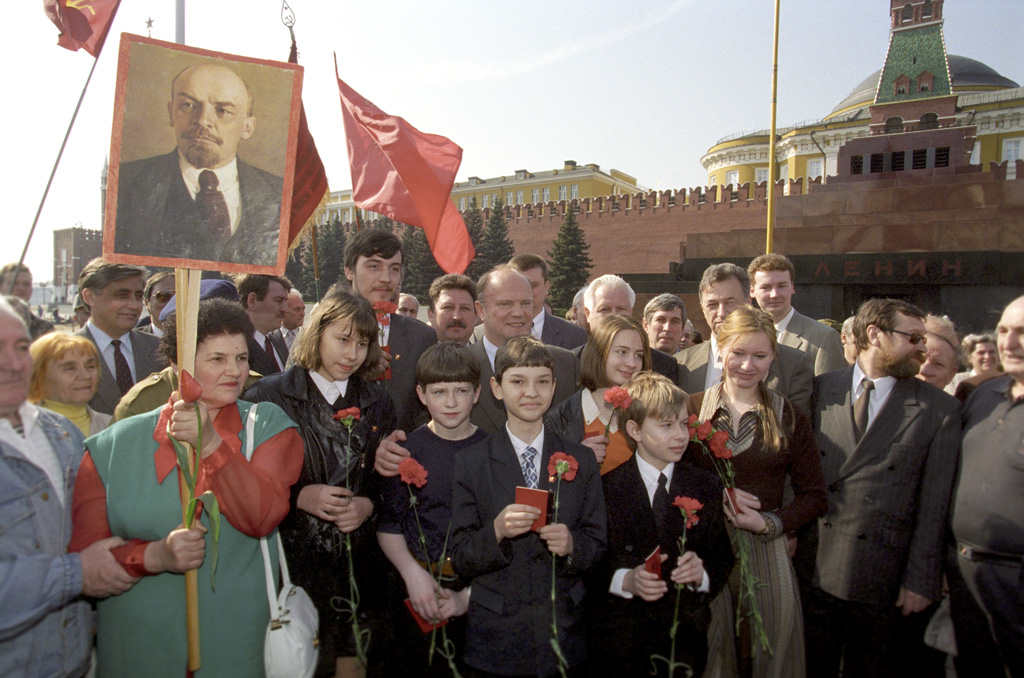
Ziugánov junto a militantes del PCFR durante la celebración de los 130 años del nacimiento de Lenin en la Plaza Roja, el 22 de abril de 2000.

Ziugánov entró en las elecciones presidenciales de 1996, como el abanderado del Partido Comunista Ruso. Cooptando por el nacionalismo ruso, atacó a la infiltración de los ideales occidentales en la sociedad rusa y retrató a Rusia como una gran nación que había sido desmantelada desde dentro por traidores en complicidad con los capitalistas occidentales que buscaban la disolución del poder soviético para explotar sin límites los recursos de Rusia.
En las elecciones del 16 de junio, Ziugánov terminó segundo con el 32% de los votos, solo por detrás de Yeltsin, que obtuvo el 35%. Pero Ziugánov se preparó para la segunda vuelta electoral el 3 de julio con confianza. Realizó una campaña centrada en la mala salud del presidente y se comprometió a devolverle a Rusia a sus días de gloria de soviéticos. Sin embargo, Yeltsin, explotó implacablemente sus ventajas en los cargos ocupados, patrocinio y respaldo financiero; así, Yeltsin obtuvo más respaldo por la eliminación de muchos partidos pequeños y el apoyo de Aleksandr Lébed y finalmente ganó la confrontación.
Él, junto a Nikolái Ryzhkov, fueron considerados los líderes formales de la Unión Popular Patriótica de Rusia.

### Después de 1996
Los observadores políticos sugirieron que Ziugánov todavía era una fuerza a tener en cuenta en la política rusa y que su siguiente tarea sería rehacer a los comunistas en una fuerte oposición. Pero después de las elecciones parlamentarias de diciembre de 1999, el número de escaños comunistas en la Duma se redujo. El apoyo comunista comenzó a disminuir, dado al amplio apoyo electoral en el momento de la invasión del gobierno de Chechenia en septiembre de 1999 y a la popularidad del nuevo primer ministro de Yeltsin, Vladímir Putin, que fue ampliamente considerado como el heredero del aparentemente enfermo Yeltsin. Por otra parte, el apoyo comunista se debilitó por la salida de la vida pública del extremadamente impopular Yeltsin.

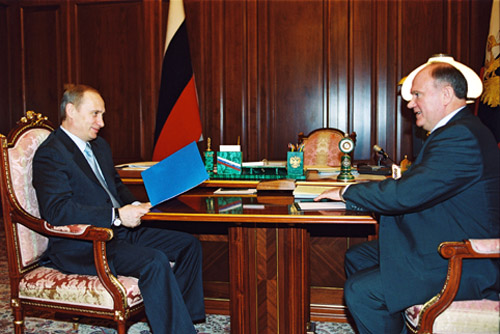
Vladímir Putin y Ziugánov.

Por lo tanto, nadie se sorprendió cuando Ziugánov terminó en un distante segundo lugar detrás de Vladímir Putin en las elecciones presidenciales de marzo de 2000 y en 2004, Ziugánov ni siquiera se molestó en competir contra Putin, quien consiguió una aplastante reelección.
Ziugánov también ha sido Presidente de la Unión de Partidos Comunistas - Partido Comunista de la Unión Soviética (UPC-PCUS) desde 2001, reemplazando a Oleg Shenin.
En octubre de 2005, Ziugánov indicó que se postularía como candidato a la presidencia en 2008, siendo la segunda persona en entrar en la carrera por el Kremlin tras el ex primer ministro Mijaíl Kasiánov. De acuerdo con un informe, Ziugánov se comprometió a cuadruplicar las pensiones y sueldos del Estado, en el caso de que fuera electo.

### Campaña presidencial de 2008

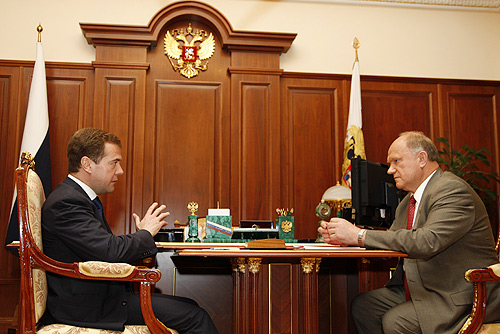
Dmitri Medvédev y Ziugánov

En enero de 2008, Ziugánov desafió a Dmitri Medvédev, sucesor escogido por Putin, a un debate abierto y televisado, pero Medvédev se negó a participar, alegando falta de tiempo.
En la elección presidencial del 2 de marzo de 2008, Ziugánov obtuvo el 17.76% de los votos y quedó en segundo lugar detrás de Medvédev con el 70.23%.

### Después de 2008
Con motivo del 65º cumpleaños de Ziugánov en junio de 2009, el entonces primer ministro Putin le entregó una copia de la primera edición soviética del Manifiesto Comunista, lo que emocionó a Ziugánov. También con motivo del cumpleaños del exlíder soviético Stalin el 21 de diciembre de 2010, Ziugánov pidió la «re-estalinización» de la sociedad rusa, en una carta abierta al entonces presidente Medvédev.
Después del discurso anual de Putin a la Duma Estatal el 20 de abril de 2011, Ziugánov criticó al mismo como inadecuado para hacer frente al deterioro de la economía de Rusia y advirtió que «si las elecciones [parlamentarias y presidenciales] son tan sucias como las anteriores, la situación se desarrollará como en el escenario del norte de África.»

### Campaña presidencial rusa de 2012
En septiembre de 2011, Ziugánov se postuló nuevamente como candidato del PCFR para las elecciones presidenciales de 2012. Según Ziugánov, «una banda de personas que no puede hacer nada en la vida además de dólares, ganancias y farfullar, ha humillado al país» y pidió una nueva alianza internacional para «contrarrestar las políticas agresivas de los círculos imperialistas».
En la elección celebrada el 4 de marzo de 2012, obtuvo el 17.18% de los votos, terminando nuevamente en segundo lugar por detrás de Vladímir Putin, quien obtuvo el 63.60%. Al día siguiente Ziugánov aseguró que las elecciones habían sido fraudulentas y denunció que «la enorme máquina estatal, criminal y corrupta», trabajó a favor de un solo candidato, haciendo referencia a Putin.